# Fernan Lake Village
Fernan Lake Village és una població dels Estats Units a l'estat d'Idaho. Segons el cens del 2000 tenia 186 habitants.

## Demografia
Segons el cens del 2000, Fernan Lake Village tenia 186 habitants, 70 habitatges, i 52 famílies. La densitat de població era de 797,9 habitants/km².
Dels 70 habitatges en un 44,3% hi vivien nens de menys de 18 anys, en un 65,7% hi vivien parelles casades, en un 2,9% dones solteres, i en un 25,7% no eren unitats familiars. En el 22,9% dels habitatges hi vivien persones soles el 14,3% de les quals corresponia a persones de 65 anys o més que vivien soles. El nombre mitjà de persones vivint en cada habitatge era de 2,66 i el nombre mitjà de persones que vivien en cada família era de 3,15.
Per edats la població es repartia de la següent manera: un 30,1% tenia menys de 18 anys, un 3,2% entre 18 i 24, un 17,2% entre 25 i 44, un 28,5% de 45 a 60 i un 21% 65 anys o més.
L'edat mediana era de 45 anys. Per cada 100 dones de 18 o més anys hi havia 91,2 homes.
La renda mediana per habitatge era de 68.125 $ i la renda mediana per família de 73.125 $. Els homes tenien una renda mediana de 80.393 $ mentre que les dones 43.125 $. La renda per capita de la població era de 35.384 $. Aproximadament el 9,3% de les famílies i el 14,6% de la població estaven per davall del llindar de pobresa.

## Poblacions properes
El següent diagrama mostra les poblacions més properes.